# Cabo Verde Airlines
Cabo Verde Airlines, anteriormente llamada TACV Transportes Aéreos de Cabo Verde es la compañía aérea bandera de Cabo Verde, operando vuelos regulares de pasajeros y de carga entre Europa, Norteamérica, Suramérica y el continente africano. Su base principal se encuentra en el Aeropuerto Internacional Amílcar Cabral (SID), con un hub en el Aeropuerto Internacional Nelson Mandela (RAI) y otro en el Aeropuerto Internacional Cesária Évora (VXE).
Cabo Verde Airlines opera en todos los aeropuertos del país siendo en tres de ellos donde desarrolla la mayoría de las operaciones; Aeropuerto Internacional Nelson Mandela, que se abrió a los vuelos internacionales en septiembre de 2005, y realiza principalmente las conexiones domésticas de Cabo Verde y con diversos destinos internacionales, el aeropuerto Internacional Amílcar Cabral realiza las conexiones con las principales ciudades europeas y las principales islas del archipiélago. En 2008, el aeropuerto Internacional Cesária Évora (VXE) en la Isla de São Vicente, opera principalmente con Praia y la isla de Sal, aunque tiene algún vuelo con algunas ciudades europeas.

## Historia
TACV fue fundada en 1958. En julio de 1975, tras la independencia de Cabo Verde, la aerolínea fue designada como aerolínea de bandera y se convirtió en empresa pública (en posesión del gobierno) en 1983.  
En marzo de 2010, TACV recibió el permiso para volar sin restricciones a Europa, después de recibir el certificado IOSA por la dirección de aviación internacional IATA. La certificación tiene validez hasta diciembre de 2012.
La aerolínea islandesa Icelandair decidió comprar la aerolínea en el año 2017 y cambiar su nombre a Cabo Verde Airlines, para estrechar su relación con el país, además de unificar su flota y fortalecer sus vuelos hacia Portugal y Brasil.
En agosto de 2017, TACV puso fin a los vuelos entre islas, dejándolos a Binter Cabo Verde y centrándose únicamente en los vuelos de larga distancia, lo que será el primer paso en la reestructuración de la empresa con vistas a su privatización. La compañía enfocada únicamente a vuelos largos se llamará TACV Internacional.
Como continuación de la reestructuración, con el fin de la explotación de los equipos ATR de la empresa, en septiembre de 2017 la empresa puso fin a los vuelos regionales a Dakar (Senegal) y Bisáu (Guinea-Bisáu). Estas conexiones también serán gestionadas por Binter CV tan pronto como sean autorizadas. La reanudación de los vuelos está prevista inicialmente para Dakar (también destino de la sede de Binter Canarias), a finales de este año.
El 5 de noviembre de 2017, la empresa Icelandair (nueva administradora de TACV) transfirió el primer Boeing 757-200 a TACV. Otro similar fue enviado el 07/11. Con esto, el "nuevo" TACV reforzará las rutas existentes, como los vuelos a Lisboa (que serán diarios), además de Fortaleza y Recife (que aumentarán a 4 vuelos semanales a partir del 3 de diciembre).
En 2018, la compañía también anunció un nuevo destino brasileño: Salvador, que comenzó en febrero del mismo año, con dos vuelos por semana. En 2019 anunció un aumento en la frecuencia de vuelos a Salvador. También anunció otros destinos: Porto Alegre, Washington y Lagos, que comenzarían en diciembre de ese año.
El 1 de marzo de 2020, los vuelos a Salvador fueron interrumpidos temporalmente, debido al enfoque de la compañía en la apertura de nuevas rutas, con el retorno previsto para 2021. Poco después, debido a la pandemia de COVID-19, por primera vez en la historia, se suspendieron todos sus rutas.
El 6 de julio de 2021, el Estado de Cabo Verde renacionalizó TACV.

## Destinos
| Países     | Destinos    | Aeropuertos                                   | Desde | Desde | Desde |
| Países     | Destinos    | Aeropuertos                                   | RAI   | SID   | VXE   |
| ---------- | ----------- | --------------------------------------------- | ----- | ----- | ----- |
| Cabo Verde | Boa Vista   | Aeropuerto Internacional Aristides Pereira    | X     | X     |       |
| Cabo Verde | Maio        | Aeródromo de Maio                             | X     |       |       |
| Cabo Verde | Praia       | Aeropuerto Internacional Nelson Mandela (HUB) |       | X     |       |
| Cabo Verde | Sal         | Aeropuerto Internacional Amílcar Cabral (HUB) | X     |       |       |
| Cabo Verde | São Filipe  | Aeródromo de São Filipe                       | X     |       |       |
| Cabo Verde | São Nicolau | Aeródromo de Preguiça                         | X     | X     |       |
| Cabo Verde | São Vicente | Aeropuerto Internacional Cesária Évora (HUB)  |       | X     |       |
| Francia    | París       | Aeropuerto de París-Charles de Gaulle         | X     | X     | X     |
| Italia     | Bérgamo     | Aeropuerto de Bérgamo-Orio al Serio           |       | X     |       |
| Portugal   | Lisboa      | Aeropuerto de Lisboa                          | X     | X     | X     |

### Código compartido
Para 2017 Cabo Verde Airlines tiene acuerdos de código compartido con las siguientes aerolíneas:
- Cabo Verde Express
- Icelandair
- TAP Portugal

## Flota
Actualmente la flota está compuesta por una aeronave Boeing 737-700, registrada como D4-CCI y una aeronave más reciente, un Boeing 737 MAX 8, de registro D4-CCJ.Además, cuenta con dos ATR 72 arrendados y operados por otras aerolíneas para vuelos a las islas.
| Aeronaves        | En servicio | Pedidos | Pasajeros                                         | Pasajeros                                         | Pasajeros                                         | Matrículas                                        | Antigüedad                                        | Notas                                              |
| Aeronaves        | En servicio | Pedidos | C                                                 | Y                                                 | Total                                             | Matrículas                                        | Antigüedad                                        | Notas                                              |
| ---------------- | ----------- | ------- | ------------------------------------------------- | ------------------------------------------------- | ------------------------------------------------- | ------------------------------------------------- | ------------------------------------------------- | -------------------------------------------------- |
| ATR 72           | 2           | —       | —                                                 | 68                                                | 68                                                | 5T-CSD                                            | 17,1 años                                         | Arrendado y operado por Global Aviation Mauritania |
| ATR 72           | 2           | —       | —                                                 | 70                                                | 70                                                | 6V-AMS                                            | 6,8 años                                          | Arrendado y operado por Air Senegal                |
| Boeing 737-700   | 1           | —       | 12                                                | 108                                               | 120                                               | D4-CCI                                            | 18 años                                           |                                                    |
| Boeing 737-8 MAX | 1           | —       | —                                                 | 174                                               | 174                                               | D4-CCJ                                            | 5,5 años                                          |                                                    |
| Total            | 4           | —       | Edad media de la flota (julio de 2024): 11,9 años | Edad media de la flota (julio de 2024): 11,9 años | Edad media de la flota (julio de 2024): 11,9 años | Edad media de la flota (julio de 2024): 11,9 años | Edad media de la flota (julio de 2024): 11,9 años | Edad media de la flota (julio de 2024): 11,9 años  |

## Flota histórica
| Aeronaves                            | Total | Introducido | Retirado | Matrículas                                                      |
| ------------------------------------ | ----- | ----------- | -------- | --------------------------------------------------------------- |
| Airbus A320-200                      | 2     | 2007        | 2022     | 9H-GTS y LZ-MDM                                                 |
| ATR 42                               | 5     | 1994        | 2010     | D4-CBS, D4-CBE, D4-CBF, D4-CBH y D4-CBV                         |
| ATR 72                               | 4     | 2007        | 2017     | LY-MCA, D4-CCC, D4-CBT y D4-CBU                                 |
| Britten-Norman BN-2 Islander         | 2     | 1971        | 1984     | CR-CAS y CR-CAU                                                 |
| Boeing 737-300                       | 1     | 2002        | 2004     | D4-CBN                                                          |
| Boeing 737-400                       | 1     | 2015        | 2015     | OM-GTC                                                          |
| Boeing 737-800                       | 2     | 2012        | 2016     | D4-CBX y D4-CBY                                                 |
| Boeing 757-200                       | 7     | 1996        | 2022     | D4-CBG, D4-CCF, D4-CCG, D4-CBP, D4-CCH, TF-LLX, TF-FII y TF-FIW |
| Boeing 767-200ER                     | 1     | 2018        | 2018     | JY-JAL                                                          |
| CASA C-212 Aviocar                   | 2     | 1992        | 1993     | D4-CBA y D4-CBB                                                 |
| De Havilland Canada DHC-6 Twin Otter | 2     | 1980        | 1998     | CR-CAY y CR-CAX                                                 |
| De Havilland DH.89 Dragon Rapide     | 1     | 1959        | ??       | ??                                                              |
| De Havilland DH.104 Dove             | 3     | 1962        | c. 1971  | CR-CAR, CR-CAL y CR-CAK                                         |
| Dornier Do 228                       | 1     | 1999        | 1999     | D4-CBC                                                          |
| Embraer EMB 120 Brasilia             | 1     | 1989        | 1994     | D4-CAZ                                                          |
| Hawker Siddeley HS 748               | 2     | 1973        | 1997     | CR-CAW (rrg. D4-CAW) y CR-CAV (rrg. D4-CAV)                     |
| Lockheed L-1011 TriStar              | 1     | 2004        | 2008     | CS-TMP                                                          |

## Incidentes y accidentes
- El 28 de septiembre de 1998, un de Havilland Canada DHC-6 Twin Otter (registro D4-CAX) de TACV que transportaba a Carlos Veiga, entonces Primer Ministro de Cabo Verde, 18 pasajeros más y dos tripulantes, se estrelló durante el aterrizaje en el aeropuerto Internacional Francisco Mendes (que daba servicio a Praia en aquel momento) durante un aterrizaje en condiciones de tormenta, en el que un guardaespaldas del primer ministro murió. Cuatro personas más resultaron heridas y el avión quedó muy dañado. Durante su aproximación en el vuelo desde el Aeródromo de Preguiça, el avión fue golpeado por una ráfaga de viento cuando los pilotos intentaban efectuar un viraje a la izquierda, y que lo forzó a descender.[8]
- El 7 de agosto de 1999 a las 12:02 hora local, el Vuelo 5002 de TACV doméstico desde el Aeropuerto Internacional Cesária Évora al aeropuerto Agostinho Neto impactó contra una montaña en la isla de Santo Antão a una altitud de 1.370 metros, muriendo los dieciséis pasajeros y dos tripulantes que viajaban a bordo. El vuelo de cabotaje se efectuó con un Dornier Do 228 (registro D4-CBC) ese día. Debido a las malas condiciones meteorológicas con lluvia y niebla, el piloto fue advertido desde el aeropuerto de destino (que sólo estaba certificado para condiciones visuales), por lo que decidió volver a São Vicente. El accidente marcó el peor accidente aéreo en la historia de Cabo Verde y TACV.[9]
- El 24 de octubre de 2005, el tren principal derecho de un ATR 42 de TACV (registro D4-CBH) se colapsó durante el aterrizaje en el aeropuerto de Dakar, Senegal durante un vuelo regular de pasajeros desde Praia.[10]